# Gundi Kaval, Turuvekere
Gundi Kaval là một làng thuộc tehsil Turuvekere, huyện Tumkur, bang Karnataka, Ấn Độ.